# Lars Charbonnier
Lars Charbonnier (* 21. November 1977 in Uelzen) ist ein deutscher evangelischer Theologe.

## Leben
Nach seinem Studium der Evangelischen Theologie und Soziologie in Bethel, Heidelberg, Nijmegen (NL) und Berlin arbeitete er von 2006 bis 2014 als Wissenschaftlicher Assistent am Lehrstuhl für Praktische Theologie der Humboldt-Universität zu Berlin mit den Schwerpunkten Homiletik, Kybernetik und Religionssoziologie bei Wilhelm Gräb. Er wurde in dieser Zeit zweimal mit dem Lehrpreis der Theologischen Fakultät ausgezeichnet. Von 2005 bis 2008 leitete er außerdem das Projekt „Diakonie-Atlas“ im Rahmen des Religionsunterrichts der Evangelischen Kirche Berlin-Brandenburg-schlesische Oberlausitz (EKBO). Seine 2012 mit „summa cum laude“ bewertete Dissertation über Religion im Alter. Eine empirische Studie zur Erforschung religiöser Kommunikation wurde mit dem Hans-Werner-Surkau-Preis des Fachgebiets Praktische Theologie der Philipps-Universität Marburg sowie dem Willi-Abts-Preis der Albert und Loni Simon Stiftung Mainz ausgezeichnet. Von 2013 bis 2021 war er Mitglied und von 2018 bis 2021 Schriftleiter der Redaktion der Zeitschrift Praxis Gemeindepädagogik.
Von 2011 bis 2013 war er berufsbegleitend Vikar an der St.-Nikolai-Gemeinde in Berlin-Spandau. Nach der Ordination arbeitete er seit 2014 als Studienleiter an der Führungsakademie für Kirche und Diakonie in Berlin und zeitgleich von 2014 bis 2017 als Pfarrer im Probedienst in der Christophorusgemeinde in Berlin-Friedrichshagen.
Seit dem 1. Januar 2022 ist er Geschäftsführer der Akademien für Kirche und Diakonie gGmbH mit den Marken Bundesakademie für Kirche und Diakonie (bakd), Führungsakademie für Kirche und Diakonie (fakd) sowie dem Akademiehotel samt Tagungshaus in Berlin-Pankow.
Charbonnier ist zertifizierter Coach (GwG), CAI-Online Coach sowie systemischer Berater (IWSP) und als Gemeindeberater in der Evangelischen Kirche Berlin-Brandenburg-schlesische Oberlausitz (EKBO) tätig. Er lebt mit seiner Familie in Berlin.

## Veröffentlichungen (Auswahl)
- Religion im Alter. Eine empirische Studie zur Erforschung religiöser Kommunikation. (=Praktische Theologie im Wissenschaftsdiskurs 14), Berlin/Boston 2014
- mit Dietrich Korsch (Hrsg.): Der verborgene Sinn. Religiöse Dimensionen im Alltag: Göttingen 2008
- mit Wilhelm Gräb (Hrsg.): Individualisierung – Spiritualität – Religion. Transformationsprozesse auf dem religiösen Feld in interdisziplinärer Perspektive. Münster 2008
- mit Wilhelm Gräb (Hrsg.): Secularization Theories, Religious Identities and Practical Theology. Developing International Practical Theology for the 21st Century. International Academy of Practical Theology Berlin 2007, Zürich/Berlin/Münster 2009
- mit Wilhelm Gräb: Individualität. Genese und Konzeption einer Leitkategorie humaner Selbstdeutung. Berlin 2012
- Homiletik. Aktuelle Konzepte und ihre Umsetzung, ELEMENTAR: Arbeitsfelder im Pfarramt 1, Göttingen 2012 (Hg. mit Konrad Merzyn, Peter Meyer)
- mit Birgit Weyel, Matthias Mader (Hrsg.): Religion und Gefühl. Praktisch-theologische Perspektiven einer Theorie der Emotionen. Göttingen 2013
- mit Peter Burkowski (Hrsg.): Mehr Fragen als Antworten? Die V. Kirchenmitgliedschaftsuntersuchung und ihre Folgen für das Leitungshandeln in der Kirche. (= Kirche im Aufbruch 16), Leipzig 2015
- mit Wilhelm Gräb (Hrsg.): Wer lebt mich? Die Praxis der Individualität zwischen Fremd- und Selbstbestimmung. Berlin 2015
- mit Wilhelm Gräb (Hrsg.): Religions and the Human Rights. Berlin/Boston 2015
- mit Johan Cillier, Matthias Mader, Cas Wepener, Birgit Weyel (Hrsg.): Pluralisation and Social Change: Dynamics of lived religion in South Africa and in Germany. (=Praktische Theologie im Wissenschaftsdiskurs 21), Berlin/Boston 2018
- Zukunft gestalten zwischen Enttäuschung und Erwartung – Deutungsmachtkonflikte und die Generationenaufgabe der Kirche. In: Thomas Klie, Martina Kumlehn, Ralph Kunz, Thomas Schlag (Hg.): Machtvergessenheit. Deutungsmachtkonflikte in praktisch-theologischer Perspektive, (Praktische Theologie im Wissenschaftsdiskurs 25), Boston/Berlin 2021, S. 229–253